# Pseudo-Hesiod
Pseudo-Hesiod dient als Autorenname für Hesiod fälschlicherweise zugeschriebene (pseudepigraphische) Schriften.
Die entsprechenden Schriften werden als Pseudo-Hesiodeia bezeichnet.